# 徐春卿
徐春卿（1895年—1947年），臺灣臺北市松山區人，臺北市參議員，二二八事件被不明人士帶走後失蹤至今。

## 簡介
台灣總督府國語學校畢業，曾任公學校訓導、教諭。
1928年從政，被任命為松山庄的助役（相當於區公所秘書）退休，經營礦業有成，當選松山庄協議會副議長。
1946年當選臺北市參議員。1947年2月，長官公署打算將所接收之日產房屋全部標售，引起臺北市租用日產房戶散發傳單抗議，嚴詞譴責特權階級、大人闊佬挾著資金炒作圖利，並表示將組成日產房屋租用者聯誼會，徐春卿正是租戶聯誼會籌備委員之一。二二八事件時擔任處理委員，國民革命軍登台後，朋友勸他躲避，遭到拒絕，3月11日上午8時，有2名便衣人員至其住處，佯稱長官請往公署開會，將徐春卿帶走，此後行蹤不明。:201。